# Уд (Француска)
Уд (фр. Audes) насеље је и општина у централној Француској у региону Оверња, у департману Алије која припада префектури Монлисон.
По подацима из 2011. године у општини је живело 446 становника, а густина насељености је износила 15,78 становника/km². Општина се простире на површини од 28,26 km². Налази се на средњој надморској висини од 222 метара (максималној 299 m, а минималној 177 m).

## Демографија
| 1962. | 1968. | 1975. | 1982. | 1990. | 1999. | 2011. |
| ----- | ----- | ----- | ----- | ----- | ----- | ----- |
| 414   | 476   | 409   | 470   | 461   | 451   | 446   |

График промене броја становника у току последњих година